# Cymodopsis latifrons
Cymodopsis latifrons är en kräftdjursart som först beskrevs av Thomas Whitelegge 1902.  Cymodopsis latifrons ingår i släktet Cymodopsis och familjen klotkräftor. Inga underarter finns listade i Catalogue of Life.